# Poliodule poliotricha
Poliodule poliotricha là một loài bướm đêm thuộc phân họ Arctiinae, họ Erebidae.